# Nola cereella
Nola cereella là một loài bướm đêm thuộc họ Nolidae. Nó được tìm thấy ở Bắc Mỹ, specifically in đông nam parts of Hoa Kỳ, from Texas to Florida, và phía bắc đến New York. From North America its range extends southward through Puerto Rico và Surinam down to Argentina.
Sải cánh dài 12–18 mm. Con trưởng thành bay từ tháng 7 đến tháng 9 tùy theo địa điểm.
Ấu trùng ăn Sorghum vulgare.

## Hình ảnh

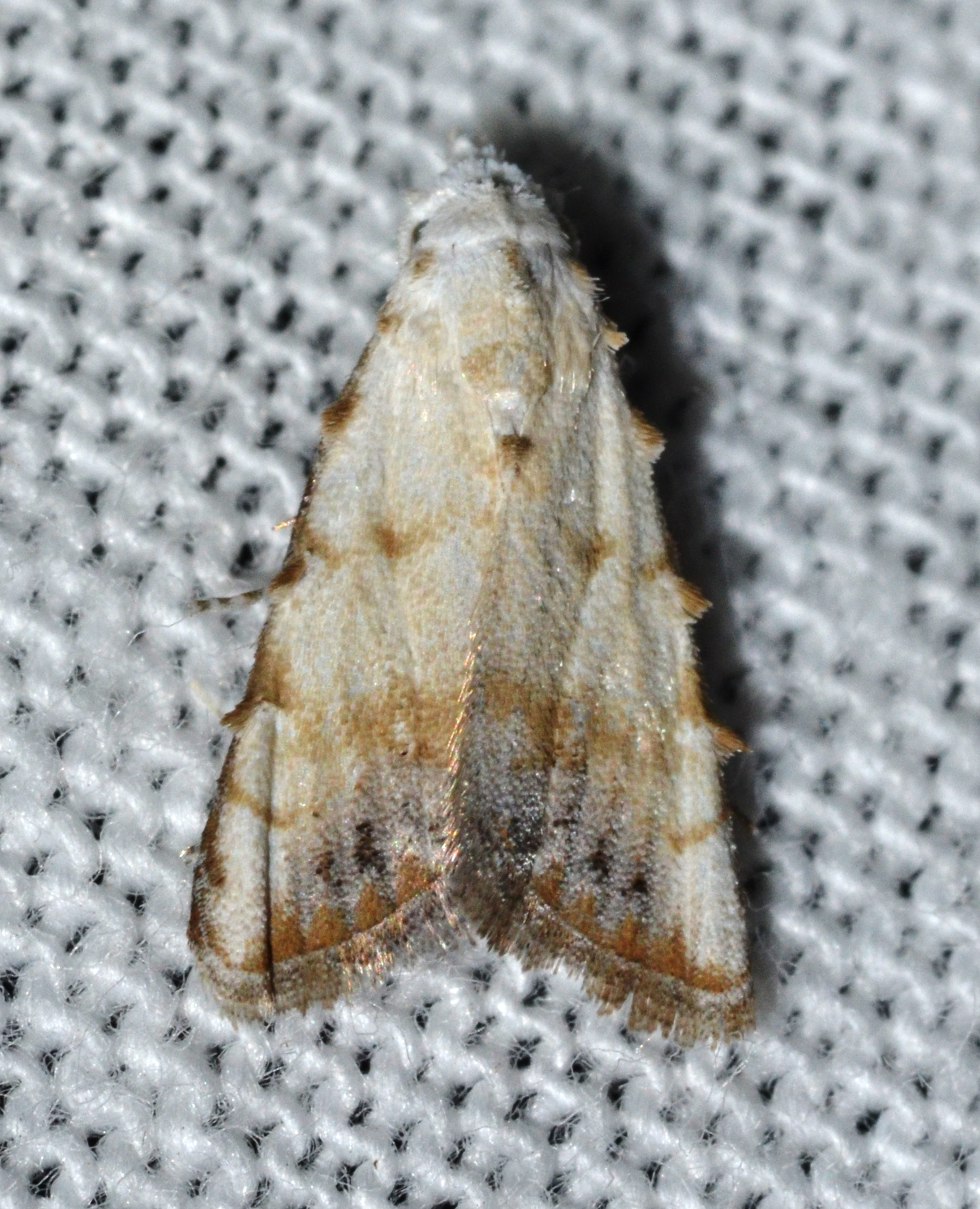
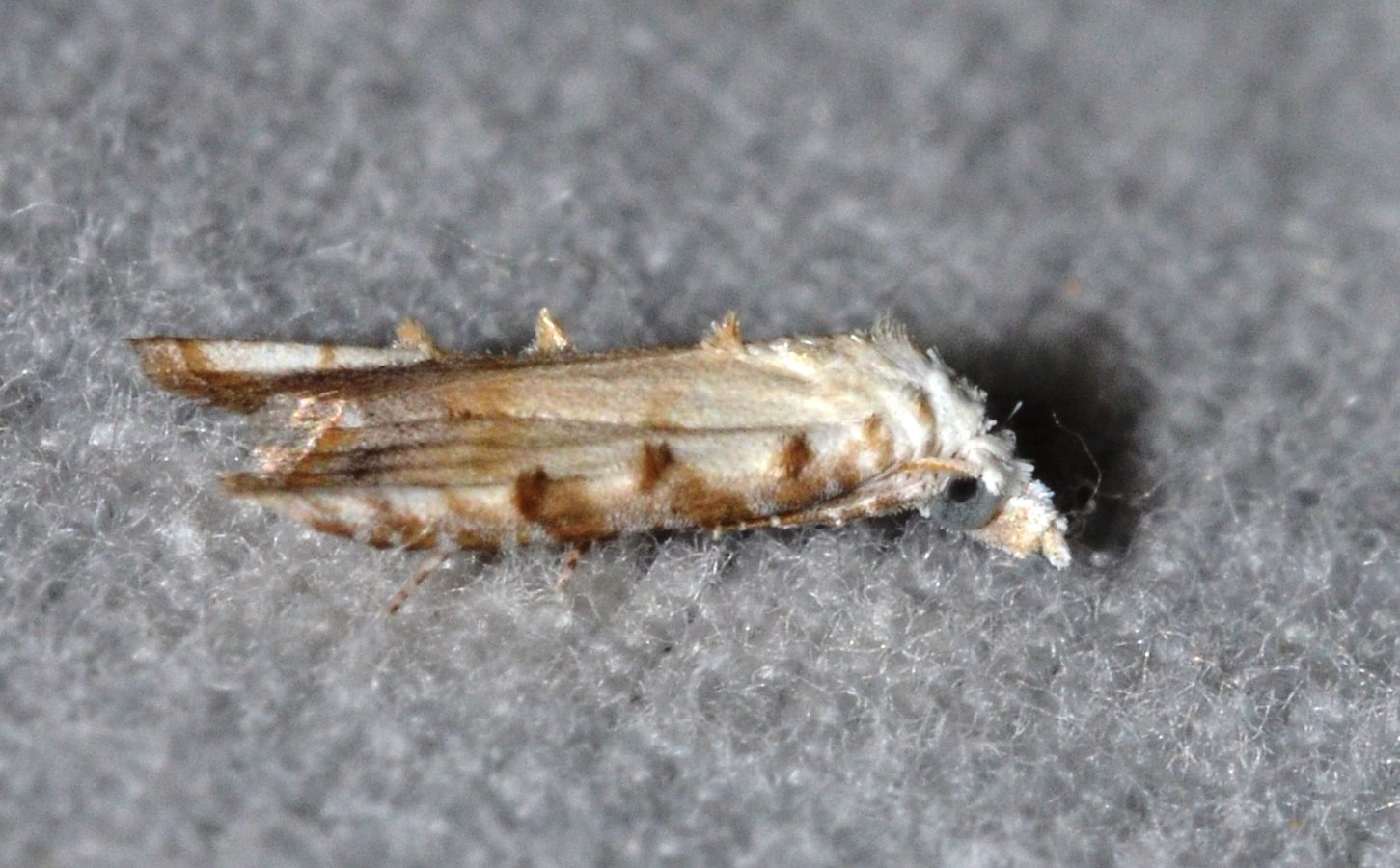